# WTA-toernooi van Kuala Lumpur
Het WTA-toernooi van Kuala Lumpur is een voormalig tennistoernooi voor vrouwen dat werd georganiseerd in de Maleisische hoofdstad Kuala Lumpur van 2010 t/m 2017. De officiële naam van het toernooi was Malaysian Open. Het toernooi werd gespeeld op hardcourtbanen.
Het toernooi viel onder auspiciën van de WTA en viel vanaf 2010 in de categorie "International".

## Geschiedenis
Het toernooi vond voor de eerste keer plaats in 1992. Daarna volgden onregelmatige herhalingen van het evenement, onderbroken door alternatieve toernooien in de regio Zuidoost-Azië: in de periode 1994–1997 werd een toernooi in Surabaya georganiseerd, en in de periode 2001–2008 een toernooi in Bali.
De eerste twee edities in Kuala Lumpur werden overdekt gespeeld – sinds 1999 speelt men op buitenbanen. In 1999 en 2000 behoorde het toernooi tot de categorie Tier III.
Van 2010 tot en met 2017 werd het toernooi jaarlijks georganiseerd. Het toernooi kon voor de editie van 2018 niet voldoen aan de financiële eisen en was zodoende genoodzaakt om te stoppen. De toernooilicentie is overgenomen door het Italiaanse Palermo, dat vanaf 2019 een graveltoernooi in juli zal organiseren.

## Officiële namen
- 1992–1993: Women's Open Malaysia
- 1994–1997: zie WTA-toernooi van Surabaya
- 1998: geen toernooi
- 1999–2000: Wismilak International
- 2001–2008: zie WTA-toernooi van Bali
- 2009: geen toernooi
- 2010: Malaysian Open
- 2011–2016: BMW Malaysian Open
- 2017–heden: Alya Malaysian Open

## Enkel- en dubbelspeltitel in één jaar
| speelster        | in het jaar |
| ---------------- | ----------- |
| Henrieta Nagyová | 2000        |
| Ashleigh Barty   | 2017        |

## Finales

### Enkelspel
| Datum      | Naam                   | Cat.          | ($)           | Ondergrond        | Winnares           | Verliezend finaliste  | Uitslag             |               |
| ---------- | ---------------------- | ------------- | ------------- | ----------------- | ------------------ | --------------------- | ------------------- | ------------- |
| 1992-04-20 | Women's Open Malaysia  | Tier IV       | 100.000       | hardcourt, binnen | Yayuk Basuki       | Andrea Strnadová      | 6-3, 6-0            | details       |
| 1993-04-19 | Women's Open Malaysia  | Tier IV       | 100.000       | hardcourt, binnen | Nicole Provis      | Ann Grossman          | 6-3, 6-2            | details       |
| 1994–1998  | geen toernooi          | geen toernooi | geen toernooi | geen toernooi     | geen toernooi      | geen toernooi         | geen toernooi       | geen toernooi |
| 1999-11-08 | Wismilak International | Tier III      | 180.000       | hardcourt, buiten | Åsa Carlsson       | Erika deLone          | 6-2, 6-4            | details       |
| 2000-11-06 | Wismilak International | Tier III      | 170.000       | hardcourt, buiten | Henrieta Nagyová   | Iva Majoli            | 6-4, 6-2            | details       |
| 2001–2009  | geen toernooi          | geen toernooi | geen toernooi | geen toernooi     | geen toernooi      | geen toernooi         | geen toernooi       | geen toernooi |
| 2010-02-22 | Malaysian Open         | International | 220.000       | hardcourt, buiten | Alisa Klejbanova   | Jelena Dementjeva     | 6-3, 6-2            | details       |
| 2011-02-28 | Malaysian Open         | International | 220.000       | hardcourt, buiten | Jelena Dokić       | Lucie Šafářová        | 2-6, 7-6, 6-4       | details       |
| 2012-02-27 | Malaysian Open         | International | 220.000       | hardcourt, buiten | Hsieh Su-wei       | Petra Martić          | 2-6, 7-5, 4-1, opg. | details       |
| 2013-02-25 | Malaysian Open         | International | 235.000       | hardcourt, buiten | Karolína Plíšková  | Bethanie Mattek-Sands | 1-6, 7-5, 6-3       | details       |
| 2014-04-14 | Malaysian Open         | International | 250.000       | hardcourt, buiten | Donna Vekić        | Dominika Cibulková    | 5-7, 7-5, 7-6       | details       |
| 2015-03-02 | Malaysian Open         | International | 250.000       | hardcourt, buiten | Caroline Wozniacki | Alexandra Dulgheru    | 4-6, 6-2, 6-1       | details       |
| 2016-02-29 | Malaysian Open         | International | 250.000       | hardcourt, buiten | Elina Svitolina    | Eugenie Bouchard      | 6-7, 6-4, 7-5       | details       |
| 2017-02-27 | Malaysian Open         | International | 250.000       | hardcourt, buiten | Ashleigh Barty     | Nao Hibino            | 6-3, 6-2            | details       |

### Dubbelspel
| Datum      | Naam                   | Cat.          | ($)           | Ondergrond        | Winnaressen                           | Verliezend finalistes                 | Uitslag           |               |
| ---------- | ---------------------- | ------------- | ------------- | ----------------- | ------------------------------------- | ------------------------------------- | ----------------- | ------------- |
| 1992-04-20 | Women's Open Malaysia  | Tier IV       | 100.000       | hardcourt, binnen | Isabelle Demongeot Natalia Medvedeva  | Rika Hiraki Petra Langrová            | 2-6, 6-4, 6-1     | details       |
| 1993-04-19 | Women's Open Malaysia  | Tier IV       | 100.000       | hardcourt, binnen | Patty Fendick Meredith McGrath        | Nicole Arendt Kristine Radford        | 6-4, 7-6          | details       |
| 1994–1998  | geen toernooi          | geen toernooi | geen toernooi | geen toernooi     | geen toernooi                         | geen toernooi                         | geen toernooi     | geen toernooi |
| 1999-11-08 | Wismilak International | Tier III      | 180.000       | hardcourt, buiten | Jelena Kostanić Tina Pisnik           | Rika Hiraki Yuka Yoshida              | 3-6, 6-2, 6-4     | details       |
| 2000-11-06 | Wismilak International | Tier III      | 170.000       | hardcourt, buiten | Henrieta Nagyová Sylvia Plischke      | Liezel Horn Vanessa Webb              | 6-4, 7-6          | details       |
| 2001–2009  | geen toernooi          | geen toernooi | geen toernooi | geen toernooi     | geen toernooi                         | geen toernooi                         | geen toernooi     | geen toernooi |
| 2010-02-22 | Malaysian Open         | International | 220.000       | hardcourt, buiten | Chan Yung-jan Zheng Jie               | Anastasia Rodionova Arina Rodionova   | 6-7, 6-2, [10-7]  | details       |
| 2011-02-28 | Malaysian Open         | International | 220.000       | hardcourt, buiten | Dinara Safina Galina Voskobojeva      | Noppawan Lertcheewakarn Jessica Moore | 7-5, 2-6, [10-5]  | details       |
| 2012-02-27 | Malaysian Open         | International | 220.000       | hardcourt, buiten | Chang Kai-chen Chuang Chia-jung       | Chan Hao-ching Rika Fujiwara          | 7-5, 6-4          | details       |
| 2013-02-25 | Malaysian Open         | International | 235.000       | hardcourt, buiten | Shuko Aoyama Chang Kai-chen           | Janette Husárová Zhang Shuai          | 6-7, 7-6, [14-12] | details       |
| 2014-04-14 | Malaysian Open         | International | 250.000       | hardcourt, buiten | Tímea Babos Chan Hao-ching            | Chan Yung-jan Zheng Saisai            | 6-3, 6-4          | details       |
| 2015-03-02 | Malaysian Open         | International | 250.000       | hardcourt, buiten | Liang Chen Wang Yafan                 | Joelija Bejhelzymer Olha Savtsjoek    | 4-6, 6-3, [10-4]  | details       |
| 2016-02-29 | Malaysian Open         | International | 250.000       | hardcourt, buiten | Varatchaya Wongteanchai Yang Zhaoxuan | Liang Chen Wang Yafan                 | 4-6, 6-4, [10-7]  | details       |
| 2017-02-27 | Malaysian Open         | International | 250.000       | hardcourt, buiten | Ashleigh Barty Casey Dellacqua        | Nicole Melichar Makoto Ninomiya       | 7-6, 6-3          | details       |